# Sekundærrute 243
Sekundærrute 243 er en rutenummereret motortrafikvej og landevej på Sjælland.
Ruten strækker sig fra Holbækmotorvejen frakørsel 7a Høje Taastrup S til Ishøj.
Rute 243 har en længde på ca. 13 km.